# Spydeberg
Spydeberg és un antic municipi situat al comtat d'Østfold, Noruega. Té 5.736 habitants (2016) i té una superfície de 142 km². El centre administratiu del municipi és el poble homònim. Spydeberg va ser establert com a municipi l'1 de gener de 1838.
Està situat a 45 quilòmetres al sud-est d'Oslo i es pot arribar-hi fàcilment amb autobús o amb tren. Molts dels habitants de Spydeberg viatgen a Oslo per treballar. Spydeberg compta amb una bona infraestructura i és considerat un lloc segur.

## Informació general

### Nom
Aquest municipi (originalment parròquia) va obtenir el seu nom de l'antiga granja Spydeberg (en nòrdic antic: Spjótaberg) des que la primera església va ser construïda en el lloc. El primer element és el cas genitiu plural de spjót que significa «llança» i l'últim element és berg que significa «muntanya». La llança probablement fa referència a un pendent d'una muntanya propera.

### Escut d'armes
L'escut d'armes és modern. Se'ls hi va concedir el 30 de juny de 1978. Mostra tres puntes de llança platejades sobre un fons vermell. Les tres llances representen les tres parròquies del municipi. Va ser dissenyat per Truls Nygaard.

## Fills il·lustres
- Petter Solberg - famós conductor del Campionat Mundial de Ral·li de Subaru, va néixer a Askim i va créixer en Spydeberg. Es va convertir en campió del 2003. Oficialment resideix a Mònaco.
- Henning Solberg - (germà gran de Peter Solberg), conductor de Ford en el Campionat Mundial de Ral·li.
- Anton Skulberg - ex-alcalde de Spydeberg, professor i membre del gabinet.

## Ciutats agermanades
Spydeberg manté una relació d'agermanament amb les següents localitats:
- Thyholm, Midtjylland, Dinamarca
- Straupe, Cēsis, Letònia
- Kungsör, Västmanland, Suècia